# Mahmudabad
Mahmudabad is een stad en gemeente in het district Sitapur van de Indiase staat Uttar Pradesh. 

## Demografie
Volgens de Indiase volkstelling van 2001 wonen er 41.911 mensen in Mahmudabad, waarvan 53% mannelijk en 47% vrouwelijk is. De plaats heeft een alfabetiseringsgraad van 49%.